# Супралітораль

Зони океанічного дна та відкритих вод

Супралітора́ль (від лат. supra — над, вище і літораль) — смуга суші, розташована вище літоралі. Відрізняється високою вологістю через часте попадання бризок прибою і заплесків хвиль.
Супралітораль — зона дотику морської і наземної флори і фауни. Видовий склад тварин тут бідний, проте їх чисельність буває великою. Для цієї зони характерні деякі квіткові рослини, лишайники, водорості; з тварин — ластоногі (тюлені, моржі), морські черепахи.
Супралітораль найвираженіша в помірних широтах; в полярних областях тваринний світ пригнічений крижаним покровом, в тропіках — інсоляцією.